# Lucas Cândido
Lucas Cândido Silva, noto solo come Lucas Cândido (Uberlândia, 25 dicembre 1993), è un calciatore brasiliano, centrocampista del Ponte Preta.

## Carriera
Con l'Atlético Mineiro ha giocato nella massima serie del campionato brasiliano.